# Campionati italiani assoluti di scherma del 1957
I Campionati italiani assoluti di scherma del 1957 sono stati organizzati dalla Federazione Italiana Scherma.
Nel fioretto, si sono aggiudicati i titoli dei campionati italiani Edoardo Mangiarotti, alla sua quarta affermazione, e Leopolda Predaroli, al primo successo agli italiani.
Il titolo della spada è andato per la prima volta a Carlo Pavesi.
Nella sciabola Roberto Ferrari ha vinto il suo quinto titolo nazionale maschile.
Nei campionati italiani a squadre maschili il Società del Giardino di Milano ha vinto nel fioretto, mentre il Club Scherma Torino ha vinto sia nella spada che nella sciabola; per tutti e tre i team si è trattato del primo successo ai campionati italiani.
Il campionato italiano di fioretto a squadre femminile è andato per la prima volta alla Cassa Risparmio Milano.

## Podi

### Uomini
| Specialità  | Oro                           | Argento | Bronzo |
| Individuali |                               |         |        |
| Fioretto    | Edoardo Mangiarotti           | -       | -      |
| Spada       | Carlo Pavesi                  | -       | -      |
| Sciabola    | Roberto Ferrari               | -       | -      |
| A squadre   |                               |         |        |
| Fioretto    | Società del Giardino Milano - | -       | -      |
| Spada       | Club Scherma Torino -         | -       | -      |
| Sciabola    | Club Scherma Torino -         | -       | -      |

### Donne
| Specialità  | Oro                      | Argento | Bronzo |
| Individuali |                          |         |        |
| Fioretto    | Leopolda Predaroli       | -       | -      |
| A squadre   |                          |         |        |
| Fioretto    | Cassa Risparmio Milano - | -       | -      |